# Bug Hall
Brandon Hall (Fort Worth, Texas, 4 de fevereiro de 1985) é um ator norte-americano, professor e músico.

## Biografia
Brandon, apelidado de "Bugg" (pequeno inseto, pois seu tio Josh o achava parecido com uma mosca), nasceu em Fort Worth, Texas, em 4 de fevereiro de 1985. Foi muito popular como ator infântil durante a década de 1990, ficou conhecido por retratar Alfalfa Switzer, em 1994 no filmeOs Batutinhas. Ele e mais outras cinco crianças do elenco de The Little Rascals ganharam o Young Artist Award por melhor desempenho pela Elenco Jovem em Filme.
Após Rascals, Hall apareceu em The Stupids and the soccer comedy The Big Green. Em 1996, Hall foi nomeado para o prêmio Young Star por seu trabalho como Eddie Munster no filme The Munsters' Scary Little Christmas.Em 1998, ele desempenhou o papel de liderança como Scout Bozell no filme Safety Patrol.
Bug Hall também estrelou o filme Honey, We Shrunk Ourselves como Adam Szalinski, e também e American Pie Presents: The Book Of Love, como o personagem principal, Robert.

## Filmografia
- The Long Run como Brad Reno (2017)
- The Shadow People como Andrew (2017)
- Harley and the Davidsons como Arthur Davidson (TV Mini-Series - 2016)
- Body High como Ray (2015)
- Subterranea como The Captive (2015)
- North Blvd como Peter (2014)
- Revolução como Brian (TV Series - 2014)
- Os Batutinhas: Uma Nova Aventura como Ice Cream Man / Delivery Man (2014)
- Castle como Jesse Jones (TV Series - 2014)
- Masters of Sex como Schacter (TV Series - 2013)
- Crimes Graves como Scott Perry (TV Series - 2013)
- CSI: Crime Scene Investigation como Ernest Prestwich 12° episódio 13ª temporada (2013)
- Karaoke Man como Max (2012)
- Atlas Shrugged II: The Strike como Leonard Small (2012)
- Arachnoquake como Paul (2012)
- Nikita como Robbie 22° episódio 2ª temporada(TV series - 2012)
- Fortress como Michael (2012)
- CSI: NY como Mike Black 1° episódio 8ª temporada (TV series - 2011)
- 90210 como Darius 2° episódio 4ª temporada (TV series - 2011)
- Memphis Beat como Matt Harris 7° episódio 2ª temporada (TV series - 2011)
- Criminal Minds como Ben Foster 19° episódio 6ª temporada (TV series - 2011)
- Nikita como Robbie 7° episódio 1ª temporada (2010)
- Saving Grace como Nick 13° episódio 3ª temporada(TV series - 2010)
- American Pie Presents: The Book of Love como Robert "Rob" Shearson (2009)
- Camouflage como Corey   (2009)
- The Day the Earth Stopped como O Homem (2008)
- CSI: Miami como Evan Dunlar 7° episódio 5ª temporada  (2006)
- Justice como Colin Clark 6º episódio 1ª temporada (TV series - 2006)
- The O.C como Robert 15° episódio 3ª temporada (2006)
- Mortuary como Cal (2005)
- Cold Case como Matthew Adams  11° episódio 2ª temporada (2005)
- Charmed como Eddie Mullen 8° episódio 7ª temporada (2004)
- Strong Medicine como Steve Kelley 15° Episódio 5ª temporada (2004)
- CSI: Crime Scene Investigation como Daniel Halburt  1° episódio 5ª temporada (2004)
- Arizona Summer como Scott   (2004)
- Footsteps como Spencer Weaver   (2003)
- The King and Queen of Moonlight Bay como Tim Spooner  (2003)
- Get a Clue como Jack Downey   (2002)
- Skipped Parts como Sam Callahan   (2000)
- Providence como Jackie     (TV series - 1999)
- Kelly Kelly como Brian Kelly (1998)
- Mel as Travis (1998)
- Safety Patrol como Scout Bozell (TV movie - 1998)
- Hercules as Little Boy (Voice) (1997)
- Honey, We Shrunk Ourselves como Adam Szalinski  (1997)
- O Natal da Família Monstro como Eddie Munster (TV movie - 1996)
- The Stupids como Buster Stupid   (1996)
- The Big Green como Newt Shaw (1995)
- Tad como Tad Lincoln  (TV movie - 1995)
- The Little Rascals como Carl "Alfalfa" Switzer  (1994)

## Prêmios e Indicações
| Prêmios | Prêmios   | Prêmios             | Prêmios                                           | Prêmios                              |
| Ano     | Resultado | Premiação           | Categoria                                         | Título                               |
| ------- | --------- | ------------------- | ------------------------------------------------- | ------------------------------------ |
| 1995    | Venceu    | Young Artist Awards | Melhor Performance de Jovem Elenco em Filme       | Os Batutinhas                        |
| 1997    | Indicado  | YoungStar Awards    | Melhor Performance de Jovem Ator em Filme Para TV | The Munsters' Scary Little Christmas |